# Fie Udby Erichsen
Fie Udby Erichsen, geboren Graugaard, (Hobro, 23 april 1985) is een Deens roeister. Ze nam eenmaal deel aan de Olympische Spelen en behaalde hierbij één zilveren medaille.

## Biografie
Tot en met 2010 nam Erichsen aan wedstrijden deel onder haar geboortenaam. In 2008 behaalde ze samen met Maria Pertl , Lisbet Jakobsen en Lea Jakobsen de bronzen medaille op de vier zonder tijdens de Wereldkampioenschappen roeien 2008. Vanaf 2010 zou ze zich vooral toeleggen op de skiff. In 2012 nam ze een eerste keer deel aan de OS. In de finale van de skiff behaalde ze de zilveren medaille, achter de Tsjechische Miroslava Knapková.

## Palmares

### Skiff
- 2010: 4e EK
- 2011: 14e WK
- 2012:  OS Londen
- 2014: 11e WK
- 2015: 6e EK
- 2015: 14e WK

### Dubbel twee
- 2009: 8e WK

### Vier zonder
- 2008:  WK

### Twee zonder
- 2005: 9e WK
- 2006: 6e WK
- 2007: 10e WK